# Anna-Maria Sieklucka

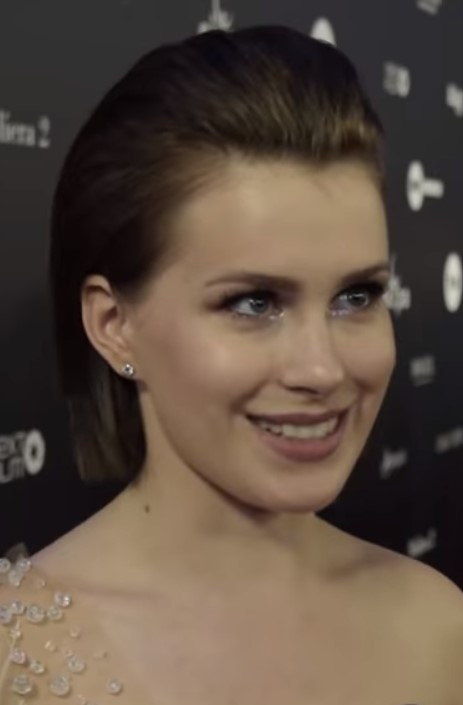
Anna-Maria Sieklucka bei der Filmpremiere von 365 Tage (2020).

Anna-Maria Sieklucka (* 31. Mai 1992 in Lublin) ist eine polnische Schauspielerin und Sängerin. Bekannt wurde sie vor allem durch ihre Rolle im Erotikdrama 365 Tage.

## Leben
Anna-Maria Sieklucka wurde 1992 in der ostpolnischen Stadt Lublin geboren. Ihr Vater Jerzy Antoni Sieklucki ist Rechtsanwalt. Sieklucka tanzte mehrere Jahre lang Ballett und ist ausgebildete Schauspielerin. Sie studierte an der AST National Academy of Theatre Arts in Krakau, wo sie 2018 ihren Abschluss schaffte. Neben Polnisch spricht sie Englisch, Französisch und Deutsch. Aktuell lebt Anna-Maria Sieklucka in Warschau.

## Filmkarriere
Im Oktober 2019 hatte sie ihren ersten Gastauftritt in der polnischen TV-Serie Na dobre i na złe. Ihr Filmdebüt gab sie in dem Erotikdrama 365 Days, das im Juni 2020 auf Netflix Premiere feierte. In dem Film spielt sie die Rolle der Laura Biel, die von einem Mafiaboss (gespielt von Michele Morrone) entführt und gefangen gehalten wird. Trotz kontroverser und teilweise schlechter Kritiken war das weltweit beachtete Drama für den Streaming-Anbieter ein großer Erfolg.